# رحلة طيران بيجاسوس رقم 8622
كانت رحلة طيران بيجاسوس رقم 8622 رحلة داخلية من أنقرة إلى طرابزون، تركيا. في 13 يناير 2018، أثناء هبوطها على المدرج 11 في مطار طرابزون، انحرفت الطائرة المشغلة للرحلة عن الجانب الأيسر من المدرج وانزلقت جزئيًا إلى أسفل منحدر. على الرغم من عدم وقوع وفيات أو إصابات بين الركاب وأفراد الطاقم البالغ عددهم 168، إلا أن الطائرة تعرضت لأضرار لا يمكن إصلاحها، وتم إتلافها بعد ذلك.

## الحادثة
كانت الرحلة رقم 8622 رحلة داخلية مجدولة من مطار إيسنبوغا الدولي، أنقرة، إلى مطار طرابزون. كان على متن الطائرة 162 راكبًا و6 من أفراد الطاقم، هبطت الطائرة في الساعة 23:26 بالتوقيت المحلي (20:26 بالتوقيت العالمي). بعد الهبوط، انحرفت الطائرة إلى اليسار، وانزلقت خارج المدرج، وانزلقت إلى أسفل منحدر. وصلت الطائرة إلى وضع محفوف بالمخاطر على طول جانب الجرف ولكنها لم تنزلق إلى البحر بسبب الأرض الرطبة التي تسببت في تعطل معدات الهبوط في الوحل. أمر طاقم الطائرة بإخلاء الطائرة في حالة الطوارئ. لحقت بالطائرة أضرار جسيمة، حيث انفصل المحرك الأيمن وسقط في البحر الأسود. في ذلك الوقت، كان الجو ممطرًا مع مدى رؤية يبلغ 4 كيلومتر (2.5 ميل). في أعقاب الحادث، تم إغلاق مطار طرابزون حتى الساعة 08:00 بالتوقيت المحلي في 14 يناير. تم إزالة الطائرة من واجهة الجرف في 18 يناير. أثناء عملية الإنقاذ، تم إغلاق مطار طرابزون، وتم تحويل الطائرات إلى مطار أوردو-غيرسون، غوليالي. تم إعلان الطائرة كطائرة معطلة.

## الطائرة
كانت الطائرة المعنية من طراز بوينج 737-82R ، برقم تسلسلي من الشركة المصنعة 40879، ورقم الخط 4267. كانت الطائرة مسجلة برقم TC-CPF، وكانت تسمى "زينب"، وكانت تشغلها شركة الطيران التركية منخفضة التكلفة " بيغاسوس إيرلاينز". قامت الطائرة برحلتها الأولى في 15 نوفمبر 2012، قبل تسليمها إلى شركة بيجاسوس للطيران في 30 نوفمبر. قد قامت بتسع رحلات في 13 يناير دون ورود أي تقارير عن أي أضرار أو مشاكل من قبل الطيارين أو طاقم الأرض.

## التحقيقات
قال محافظ طرابزون أنه تم فتح تحقيق في الحادث. المديرية العامة للطيران المدني هي المسؤولة عن التحقيق في حوادث الطيران في تركيا. كما ادعى أحد الطيارين أن المحرك كان يعاني من زيادة في الطاقة، مما تسبب في الانحراف عن طريق الدفع غير المتماثل. اعتبارًا من أغسطس 2025
، لم يتم نشر نتائج التحقيق التي تؤكد أو تدحض هذه الادعاءات.